# Скульптура
Скульпту́ра (лат. sculptura, от sculpo — вырезаю, высекаю) — вид изобразительного искусства, произведения которого имеют объёмную форму и выполняются из твёрдых материалов методом высекания, удаления лишнего из начальной массы каменного или иного блока (способ формовычитания). Лепка из мягких материалов (греч. πλαστική — лепка) основана на противоположном способе формосложения, поскольку мастер в этом виде искусства прибавляет, наращивает пластичный материал на каркас. Эти способы в теории и методике преподавания искусства принято разделять на искусство скульптуры и искусство пластики. В творчестве отдельных художников они существуют обособленно, но другие их совмещают: например, лепят модель из глины, гипса или воска, а затем переводят в твёрдые материалы. Например, боццетто (итал. bozzetto — эскиз, набросок) — скульптурный эскиз, предварительный этюд, выполняемый скульптором из глины, воска, гипса, чаще в натуральную величину для проверки общего впечатления перед выполнением произведения в твёрдом материале. Модели из мягкого материала часто отливают в бронзе или в фарфоре (отсюда термины: бронзовая пластика, мелкая фарфоровая пластика, пластичность). Поэтому в широком значении скульптура — это искусство создавать из глины, воска, камня, металла, дерева, кости и других материалов изображение человека, животных и других предметов природы в осязательных, телесных формах.

## Определение скульптуры как вида изобразительного искусства
В истории искусства известны многие попытки сравнительного анализа специфики живописи, скульптуры и лепки. Так в эпоху итальянского Возрождения в 1546 году учёный-гуманист и теоретик искусства Бенедетто Варки разослал известным художникам Флоренции: Микеланджело Буонарроти, Джорджо Вазари, Аньоло Бронзино, Якопо Понтормо, Бенвенуто Челлини, Франческо да Сангалло и другим анкету с вопросом: «Какое из искусств, живопись или скульптуру, они считают более совершенным».
Отвечая на вопрос Варки, Микеланджело, в частности, дал основополагающее определение двух принципов формообразования, лежащих в основе различения искусств скульптуры и живописи: «Я разумею под скульптурой то искусство, которое осуществляется в силу убавления (итал. per forza di levare); искусство же, которое осуществляется путём прибавления (итал. per via di porre), — подобно живописи». В остальном, писал Микеланджело, «нужно отбросить ненужные споры», поскольку то и другое «проистекает из одного и того же разума» (в первом случае скульптор снимает лишний материал, например, высекая статую из каменной глыбы; во втором — прибавляет мазки в живописи или наращивает глину в лепке). В иной формулировке: «Я беру камень и отсекаю всё лишнее» (Афоризм носит апокрифический характер). Знаменитое определение искусства рисунка, сформулированное Микеланджело (в пересказе Франсиско де Оланда), также косвенно связано с этой дискуссией.
Этот спор, начатый ещё Леонардо да Винчи, так и не был разрешён. В 1549 году Варки опубликовал тексты диспутов, подчёркивая специфику каждого вида искусства и их равноценность. В 1893 году была опубликована книга немецкого скульптора и теоретика искусства Адольфа фон Гильдебранда «Проблема формы в изобразительном искусстве», в которой с позиций профессионального художника дан анализ закономерностей формообразования в изобразительном искусстве, основанных на двух способах восприятия пространства и, соответственно, двух основных видов пространственных представлений: далевом (плоскостном) и осязательном (объёмном). При далевом восприятии усиливаются двухмерные, силуэтные качества воспринимаемых предметов и почти не ощущаются трёхмерные, объёмные. К примеру, когда мы видим лес на горизонте или горы вдалеке, то не различаем отдельные деревья или камни, зато воспринимаем характер общего силуэта. Остроту такого восприятия можно усилить, слегка сощурившись, смотря «вполглаза», либо вообще закрыть один глаз. Именно так поступают живописцы, поскольку основой искусства живописи является восприятие предметов во взаимосвязи с окружающей пространственной средой: светом, воздухом с учётом рефлексов и тепло-холодных отношений тонов. Так, например, живописец на этюдах, отходя подальше от холста и сощурившись (смотрение «в полглаза»), проверяет общее впечатление от натуры. Эту особенность наглядно доказали французские импрессионисты в 1870—1880-х годах. Поэтому «далевое смотрение» называют синтетическим, или живописным.
Противоположный способ рассматривания объекта вблизи способствует лучшему пониманию его объёмных, конструктивных качеств, но подчас ослабляет восприятие целого. Этот способ называется осязательным, или двигательным, поскольку зрение в нём уподобляется осязанию, ощупыванию предмета со всех сторон, что стимулирует анализ объемно-конструктивных качеств предмета, убедительную «лепку» его формы средствами тона, линии, цвета. Именно так закономерности восприятия и построения изобразительной формы определяют не только «две зрительные установки» (термин Д. Н. Кардовского и Н. Э. Радлова), но и два основных вида изобразительного искусства.
Художник, посвятивший себя искусству скульптуры, называется скульптором или ваятелем. Его главную задачу составляет передача человеческой фигуры в реальном или идеализированном виде, изображения животных играют в скульптуре второстепенную роль (исключая творчество скульпторов-анималистов), а прочие предметы имеют второстепенное, вспомогательное значение. В основу искусства скульптуры положен принцип осязательности, телесности, весомости и материальных качеств формы. Поэтому изображать пространство скульптор может лишь косвенно, посредством «говорящих» атрибутов, либо в особых композиционных ситуациях (многофигурная пространственная композиция). Отдельно рассматривают такую разновидность искусства скульптуры, как рельеф. В зависимости от меры глубины представляемого пространства рельеф подразделяют на барельеф, горельеф и редко встречаемый «живописный рельеф» с особенно тонкими нюансами отношений фона и объёма, создающими светотеневую игру поверхности.
Однако в большинстве случаев именно осязательные (тактильные) качества формы составляют специфику искусства скульптуры. Отсюда понятие «скульптурность», противопоставляемое качествам «графичности» и «живописности». При сравнении с рельефом к термину «скульптура» часто прибавляют определение «круглая» (круглая скульптура).
Слово скульптура, помимо самого вида искусства, обозначает также каждое отдельное его произведение. Скульптурное изображение также обозначается словом изваяние.

## Разновидности скульптуры
Главные жанры скульптуры:
- портретный;
- исторический;
- мифологический;
- бытовой;
- символический;
- аллегорический;
- анималистический.

Методика работы и способы формообразования в скульптуре:
- лепка модели (эскиза, этюда);
- построение объёмной формы в натуральную величину;
- разработка силуэта;
- разработка фактуры (в некоторых случаях также цветового решения).

Виды скульптуры:
- круглая скульптура (статуя, скульптурная группа, статуэтка, бюст), осматриваемая с разных сторон и окружённая свободным пространством;
- рельеф, где фигура представляется отчасти погружённою в плоский фон и выступающей из него.

Различают три вида рельефа:
- барельеф (выпуклая фигура выступает менее, чем на половину);
- горельеф (выпуклая фигура выступает наполовину);
- контррельеф (фигура не выпуклая, а, наоборот, заглублённая)

В зависимости от предназначения скульптура делится:
- монументальная скульптура (памятники, монументы), связанная с архитектурной средой. Отличается значительностью идей, высокой степенью обобщения, крупными размерами;
- монументально-декоративная скульптура включает все виды убранства архитектурных сооружений и комплексов (атланты, кариатиды, фризы, фронтонная, фонтанная, садово-парковая скульптура);
- станковая скульптура, не зависящая от среды, имеет размеры, близкие к натуре или меньшие, и конкретное углублённое содержание. Рассчитана на восприятие с близкого расстояния.

Способ получения скульптуры зависит от материала:
- пластика — наращивание объёма скульптуры добавлением мягкого материала (глина, воск)
- ваяние — отсекание лишних частей твёрдого материала (камень и другие материалы)
- отливка — произведение возникает благодаря вливанию в форму расплавленного металла (бронзы, например)

Относительно материала и способа исполнения изображения, скульптура, в широком значении слова, распадается на несколько отраслей: лепка или моделировка — искусство работать с мягким материалом, каковы воск и глина; литейное дело или торевтика — создание рельефных произведений из металла методом тиснения, чеканки или литья; глиптика — искусство резьбы на драгоценных камнях; к отраслям ваяния относятся произведения из камня, дерева, металла и вообще твёрдых веществ; сверх того изготовление штемпелей для монет и медалей (медальерное искусство).

## Скульптура малых форм
Высота и длина произведения могут быть доведены до 80 сантиметров и метра. Может тиражироваться промышленно, что не характерно для станковой скульптуры. Декоративно-прикладное искусство и скульптура малых форм образуют симбиоз друг с другом как архитектура здания с украшающей его круглой скульптурой, составляя единый ансамбль. Скульптура малых форм развивается по двум направлениям — как искусство массовых вещей и как искусство неповторимых, единичных произведений. Жанры и направления малой скульптуры — портрет, жанровые композиции, натюрморт, пейзаж. Малые, пространственно-объёмные формы, ландшафтный дизайн и кинетическая скульптура.

### Иные разновидности скульптуры
Кинетическая скульптура — разновидность кинетического искусства, в котором обыгрываются эффекты реального движения.
Ледяная скульптура выполняется изо льда, песчаная скульптура — из песка, сахарная скульптура — из сахара.
Материалы скульптуры — металл, камень, глина, дерево, гипс, песок, лёд и др.; методы их обработки — лепка, высекание, художественное литьё, ковка, чеканка и др.

## Техника исполнения
Предпринимая какую-либо работу, ваятель, прежде всего, делает рисунок, фотографию или компьютерную модель работы, затем производит математический расчёт произведения (определяет центр тяжести изделия, высчитывает пропорции), затем лепит в малом виде из воска или мокрой глины макет, передающий идею его будущего произведения. Иногда, особенно в том случае, когда задуманное изваяние должно быть велико и сложно, художнику приходится изготовить другую, более крупную и детальную модель. Затем, руководствуясь макетом или моделью, он приступает к работе над самим произведением. Если предстоит исполнить статую, то для её подножия берётся доска и на неё ставится стальной каркас, изогнутый и пригнанный таким образом, чтобы ни одна его часть не выходила за пределы будущей фигуры, а сам он служил для неё остовом. Кроме того, в тех местах, где тело фигуры должно иметь значительную толщину, прикрепляются к каркасу стальной проволокой деревянные кресты; в таких же частях фигуры, которые выдаются на воздух, например в пальцах рук, волосах, свесившихся складках одежды, деревянные кресты заменяются кручёной проволокой или пенькой, пропитанной маслом и свёрнутой в виде жгутов. Поместив такой остов статуи на треножном, неподвижном или горизонтально вращающемся станке, называемом кобылкой, художник начинает обкладывать каркас лепной глиной так, чтобы получалась фигура, в общих чертах сходная с моделью. Затем художник, удаляя в одном месте излишне наложенную глину, добавляет в другом её недостаток и отделывает в фигуре часть за частью, он постепенно доводит её до желаемого сходства с натурой. Для этой работы он пользуется пальмовыми или стальными инструментами различной формы, называемыми стеками. На всём протяжении лепки необходимо, во избежание появления трещин в высыхающей глине, постоянно поддерживать её влажность и для этого, время от времени, смачивать или сбрызгивать фигуру водой, а, прерывая работу до следующего дня, окутывать её мокрым холстом. Подобные приёмы используются и при производстве рельефов значительного размера — с той разницей, что для укрепления глины пользуются вместо каркаса большими стальными гвоздями и болтами, вбитыми в дощатый щит или неглубокий ящик, служащий основанием рельефа. Окончив лепку, ваятель заботится об изготовлении точного снимка со своего произведения из материала, более прочного, чем глина, и с этою целью прибегает к помощи формовщика. Формовщик снимает с глиняного оригинала так называемую чёрную форму из алебастра и по ней отливает гипсовый слепок произведения. Если художник желает иметь слепок не в одном, а в нескольких экземплярах, то они отливаются по так называемой чистой форме, изготовление которой гораздо сложнее, чем предыдущей (см. Формовка).
Без предварительной лепки глиняного оригинала и отливки его гипсового слепка не обходится создание ни одного более или менее крупного произведения скульптуры — будет ли оно каменное или металлическое. Правда, бывали ваятели, как, например, Микеланджело, работавшие прямо из мрамора; но подражание их примеру требует от художника необычайной технической опытности, и всё-таки он рискует при таком смелом труде впасть на каждом шагу в неисправимые ошибки.
С получением гипсового слепка существенная часть художественной задачи ваятеля может считаться оконченной: остаётся только воспроизвести слепок, смотря по желанию, в камне (мраморе, песчанике, вулканическом туфе и т. п.) или в металле (бронзе, цинке, сталь и т. п.), что составляет уже полуремесленную работу. При изготовлении мраморного и вообще каменного изваяния поверхность гипсового оригинала покрывается целой сетью точек, которые, с помощью циркуля, отвеса и линейки, повторяются на глыбе, подлежащей отделке. Руководствуясь этою пунктировкой, помощники художника под его надзором удаляют ненужные части глыбы посредством резца, долота и молота; в некоторых случаях они пользуются при этом так называемой пунктирной рамой, в которой взаимно пересекающиеся нити указывают на те части, какие должны быть отбиты. Таким образом, из необделанной глыбы постепенно возникает общая форма изваяния; она всё тоньше и тоньше отделывается под руками опытных рабочих, пока, наконец, сам художник не придаёт ей финальной отделки, а полировка пемзой не передает различным частям поверхности произведения возможное сходство с тем, что представляет в этом отношении сама натура. Для большего приближения к ней в оптическом отношении древние греки и римляне натирали свои мраморные изваяния воском и даже слегка раскрашивали их и золотили (см. Полихромия).

## Использование материалов

### Бронза
Важнейшим материалом для скульптур, наряду с мрамором, служит бронза; мрамор наиболее пригоден для воспроизведения нежных, идеальных, преимущественно женственных форм; бронза — для передачи форм мужественных, энергичных. Сверх того, она представляет особенно удобное вещество в том случае, когда произведение колоссально или изображает сильное движение: фигуры, оживлённые таким движением, при исполнении их из бронзы не нуждаются в подпорах для ног, рук и других частей, которые необходимы в подобных фигурах, вырубленных из хрупкого камня. Наконец, для произведений, назначенных стоять на открытом воздухе, особенно в северном климате, бронза предпочитается потому, что не только не портится от атмосферного влияния, но и получает вследствие своего окисления приятный для глаза зеленоватый или тёмный налёт на своей поверхности, называемый патиной. Бронзовое изваяние исполняется либо посредством отливки расплавленного металла в заранее приготовленную форму, либо выбивается молотком из металлических пластин.
Один из способов производства бронзовых скульптур — это метод полого бронзового литья. Секрет его заключается в том, что первоначальную форму под статуэтку делают в воске, потом наносят глиняный слой и вытапливают воск. И только потом заливают металл. Бронзовое литьё — это совокупное название всего этого процесса.
Что касается до выбивной работы (так называемой работы репуссѐ), то она состоит в следующем: берётся лист металла, его размягчают нагреванием на огне и, ударяя по внутренней стороне листа молотком, сообщают ему требующуюся выпуклость, сначала в грубом виде, а потом, при постепенном продолжении такой же работы, со всеми деталями, согласно с имеющеюся моделью. Этот приём, для которого художник должен обладать особою ловкостью и продолжительною опытностью, употребляется преимущественно при исполнении барельефов не особенно крупного размера; при изготовлении же больших и сложных произведений, статуй, групп и горельефов, к нему прибегают в настоящее время только тогда, когда необходимо, чтобы они имели сравнительно малый вес. В этих случаях выбивка произведения производится по частям, которые затем соединяются винтами и закрепами в одно целое. C XIX столетия выбивную работу и литьё во многих случаях заменяют осаждением металла в формы при помощи гальванопластики.

### Дерево
Деревом, как материалом для скульптур, пользовались ещё в глубокой древности; но деревянная скульптура особенно уважалась в Средние века и в начальную пору эпохи Возрождения в Германии, наделяя храмы раскрашенными и раззолоченными статуями святых, затейливыми алтарными украшениями, фигурными жюбе́, кафедрами и сидениями для хоров. Для таких поделок служит преимущественно мягкое, легко поддающееся резцу липовое или буковое дерево, при их использовании линии получаются более плавными.

### Драгоценные материалы
Благородные металлы, равно как и слоновая кость, употребляются, из-за своей дороговизны, исключительно для небольших изваяний. Впрочем, слоновая кость в цветущий период древнегреческого искусства находила себе применение и в крупных, даже колоссальных произведениях — в так называемых хрисоэлефантинных скульптурах. Наконец, относительно твёрдых камней надо заметить, что они с античных времён играют важную роль в мелких пластических произведениях, каковы камеи и геммы. Для подобных работ всего чаще берётся оникс, позволяющей художнику благодаря разноцветности слоёв этого камня получать весьма живописные эффекты.

### Искусственный камень
На современном этапе развития большое значение для изготовления скульптур приобрёл искусственный камень или декоративный бетон. Множество скульптур советской эпохи выполнены из него. Наиболее грандиозным произведением из бетона является Родина-мать на Мамаевом Кургане. Одной из особенностей произведений из искусственного камня является их долговечность (при отсутствии актов вандализма и правильном содержании), кроме того мастер имеет возможность имитировать дорогие природные материалы (гранит, мрамор, известняк и т. д.).

### Стекло
Стекло в скульптуре может использоваться многими способами. Отливка стекла использовалась ещё в Египте. Выдувка стекла также является распространённой техникой. Из новейших техник работы со стеклом можно выделить вырубку стекла.

## История

### Древний мир
Согласно «ЭСБЕ», первые проявления художественного творчества в области ваяния кроются во мраке доисторических времён; не подлежит, однако, сомнению, что они были вызваны, как вызывались и впоследствии у молодых племён, потребностью человека, ещё не вышедшего из дикого состояния, выразить чувственным знаком идею о божестве или сохранить память о дорогих людях. На эту причину намекает поэтическая легенда древних греков об изобретении пластики, — легенда, по которой Кора, дочь коринфянина Вутада, желая, при расставании со своим возлюбленным, сохранить себе на память его изображение, очертила контур его головы по тени, брошенной солнцем, а её отец заполнил этот силуэт глиною. Каковы были начальные опыты ваяния в доисторическую эпоху — о том позволяют нам судить истуканы, найденные европейскими путешественниками при первом посещении островов Тихого океана, например, на Гавайских островах. Это — простые столбы со слабыми, чудовищными намёками на человеческие лица и половые органы. История ваяния начинается приблизительно за тридцать веков до н. э., со старейшего из культурных народов древнего мира — египтян.
- Человеколев. 32 или 40 тыс. лет до н.э. Ульмский музей, Ульм, Германия.
- Венера Виллендорфская. 25 тысячелетие до н. э.
- Мадленская лошадь. 17 тысячелетие до н. э. Музей национальной археологии, Франция
- Крадущаяся гиена, 12 или 17 тыс. лет до н.э. Была найдена в Abri de la Madeleine, Франция
- Плывущие олени, 13 тыс. лет до н.э. Поздний мадленский период. Найдена в Montastruc, Tarn-et-Garonne, Франция
- Солнечная повозка, XVIII—XVII вв. до н. э., бронза, золото
- Венера Лоссельская, около 20 000 лет назад
- Скульптура периода Дзёмон, Япония

#### Древний Египет
Скульптура Египта, во всё продолжение его исторической жизни, оставалась неразлучной спутницей архитектуры, подчиняясь её принципам и служа к украшению её сооружений изваяниями богов, царей, фантастических существ и пластическими картинами, соответствующими назначению здания. В начале (в мемфисском периоде), под влиянием народного представления о загробной жизни, она выказывала решительную наклонность к реализму (портретные статуи в мастабах и погребальных гротах, статуя фараона Хафра и «Шейх эль Беледа» Каирского египетского музея, «Скриб» Лувра и пр.), но потом застыла в условных, однажды установившихся формах, почти не подвергавшихся изменению до самого падения египетского царства. Удивительное терпение и ловкость в преодолении технических трудностей при обработке таких твёрдых материалов, как диорит, базальт и гранит, характерное воспроизведение племенного типа, величественность, достигаемая посредством колоссальности и придания строго пропорциональным фигурам симметричности форм и торжественного спокойствия — таковы отличительные качества египетских статуй фивского и саисского периодов, страдающих, однако, отсутствием выражения индивидуального характера и настоящей жизни (громадные фигуры Рамсеса II в Абу-Симбеле, Колоссы Мемнона и др.). Изображения богов часто были антропоморфными, а мастера искусно воспроизводили фигуры животных (пара львов на лестнице Капитолия в Риме). Стены зданий покрывались раскрашенными рельефами со сценами важных исторических, военных и религиозных событий. Способ исполнения этих рельефов был особенный: фигуры в них либо незначительно выступали на углублённом фоне (плоско-выпуклые рельефы, койланаглифы), либо, наоборот, уходили немного вглубь фона (плоско-впалые рельефы). Отсутствие перспективы, условность композиции и рисунка и другие недостатки не мешают этим изображениям быть до мелочей обстоятельным повествованием о быте, верованиях и истории народа.

#### Месопотамия
Раскопки, произведённые в Месопотамии, в местностях, где некогда царили Вавилон и Ниневия, познакомили учёный мир с халдейско-ассирийским ваянием (1000—600 гг. до н. э.). И здесь эта отрасль искусства находилась в тесной связи с зодчеством, даже в сильнейшей, чем у египтян. Главным своим призванием она имела увеличение блеска царских чертогов. Скульптурные памятники, найденные в развалинах дворцов в Нимруде, Хорсабаде и Куюнджике, состоят в стенных рельефах, изображающих различные эпизоды из жизни царей, военные происшествия, охотничьи сцены. Отличительные черты этих произведений — довольно значительная выпуклость рельефа, суровость концепции, преувеличенное выражение физической мощи в плотных, мускулистых фигурах и отсутствие в них индивидуального характера и духовной жизни. Фигуры эти значительно уступают изображению животных, которых месопотамское искусство воспроизводило с некоторым пониманием природы. По части религиозной скульптуры мы находим у халдеев и ассириян почти исключительно небольшие бронзовые и терракотовые статуэтки благодетельных и злых демонов, представляющие иногда удачное, иногда чудовищное сочетание человеческих форм с формами животных. Из крупных произведений подобного рода можно указать только на крылатых быков и львов с бородатой человеческой головою, увенчанной тиарой, — колоссальных полустатуй, полурельефов, стоявших парами как бы на страже при входах в царские жилища.

#### Древняя Персия
Искусство Ассирии перешло вместе с её могуществом к мидийцам и через них к персам (560—330 гг. до н. э.), унаследовавшим от неё как употребление скульптуры для декорирования царских дворцов, так и её формы и содержание. Памятники ваяния, найденные в развалинах царских резиденций в Персеполе и Сузах, состоят в рельефах с изображениями, относящимися преимущественно к царю и к придворной жизни, и в фантастических дворцовых привратниках — крылатых животных с человеческою головою. Нельзя, однако, сказать, чтобы персидская пластика сделала значительный шаг вперёд по сравнению с ассирийской: напротив, вместо энергичных, полных движения фигур и форм, какие мы видели в этой последней, здесь являются фигуры безжизненные и вялые, повторяющиеся в сложных сценах с утомительным однообразием, в одних и тех же обликах и позах; в одном лишь выказывают персидские скульпторы некоторый успех, а именно в понимании важности, какую имеют складки драпировок для обозначения форм человеческого тела и его движений; но складки у них сухие, резкие, как бы накрахмаленные.

#### Древняя Индия
Религиозные воззрения древних индийцев в сильной степени отразились в их ваянии, старейшие памятники которого относятся приблизительно к половине III века до н. э. Эта отрасль искусства и на берегах Инда стояла в непосредственной связи с зодчеством: таинственность, мистичность, нашедшие себе выражение в топах, пещерных храмах и пагодах, ещё яснее проявились в пластических олицетворениях богов и изображениях их символических подвигов, изваянных рельефом на столбах при карнизах и в нишах этих святилищ. Но понятия об индийских божествах возникли не из ясных, чисто человеческих представлений, а из мечтательных и фантастических; поэтому образы богов и история их судеб, глубокий страх перед неведомым, воплощались у индийцев в тёмном цикле причудливых изображений, в утрированных позах и беспокойных движениях фигур, с сильным оттенком страстности и чувственности (особенно в женских фигурах), в причудливом нагромождении голов, рук и вообще членов тела, или в странном соединении человеческих и животных форм. В техническом отношении такие произведения свидетельствуют о значительной умелости их исполнителей.

#### Древний Китай
- Бронзовый Дин (треножник), поздняя династия Шан (13th century BC-10th century BC)
- A tomb guardian usually placed inside the doors of the tomb to protect or guide the soul, Warring States period, ca. 3rd century BCE
- Lifesize calvalryman from the Terracotta Army, Qin dynasty, ca. 3rd century BC
- Gold stag with eagle's head, Xiongnu tomb on the Mongolian frontier, 4th-3rd century BC
- Tomb figure of dancing girl, Han Dynasty (202 BC-220 AD)
- Bronze cowrie container with yaks, from the Dian Kingdom (4th century BC - 109 BC) tradition of the Western Han
- Tang dynasty tomb figure in sancai glaze pottery, horse and groom (618-907)
- Сидячий Будда, династия Тан приблизительно 650 г.
- Статуя Будды в Лэшане, династия Тан, строительство закончено в 803 г.
- Деревянный Бодхисаттва, Империя Сун (960–1279)
- Chinese jade Cup with Dragon Handles, Империя Сун, XII век
- Blue underglaze statue of a man with his pipe, Jingdezhen porcelain, Ming Wanli period (1573-1620)
- Китайский лев при храме Юнхэгун, Пекин, Империя Цин, ca. 1694
- Деревянный Бодхисаттва, Пунин (храм), Чэндэ, провинция Хэбэй, построено в 1755 при правлении Цяньлун

#### Древняя Греция
Религиозные и этические воззрения эллинов, принимавших видимый мир за непосредственное проявление божества и стремившихся выразить последнее через очистку или идеализацию первого, были причиной того, что ваяние стало самым значимым видом художественного творчества древних греков.
XIII—VII века до н. э.
Свидетельства склонности древних греков к прямому подражанию природе находятся ещё в архаический период их истории. Одним из примеров этого является рельеф над Львиными воротами в Микенах.
Затем, с первых столетий, следовавших за вторжением дорийцев в Пелопоннес, не сохранилось достоверных источников информации и памятников, но с конца VII века до н. э. появляются доказательства широкой художественной деятельности греков, обращённой преимущественно на изготовление роскошных алтарных приношений в храмы, сосудов для вина и другой хозяйственной утвари. Производством их занимались в особенности самосские и хиосские мастера, достигшие больших успехов в технике обработки металлов.
Повышается и мастерство воспроизведения форм человеческого тела, особенно в олицетворениях богов и героев. Прежде боги изображалась в виде грубых деревянных истуканов (так называемые ксоаны), с окоченелыми, порою едва намечаемыми и неотделёнными от корпуса членами. Затем изваяния стали более оживлёнными, причём туловища их изготавливали из дерева, а головы и руки из мрамора (такие изваяния называются акролитами). Появились также первые опыты хризоэлефантинной пластики. Мрамор и бронза постепенно получают широкое распространение: бронза изначально в ионических и малоазийских полисах, мрамор — в остальных греческих городах.
Процесс создания статуй, воздвигавшихся в честь победителей в гимнастических состязаниях и представлявших собой не скульптурный портрет, а идеализированные фигуры, заставляли греческих ваятелей внимательно изучать обнажённое человеческое тело. Повсюду, на Эгине, в Аргосе, Сикионе, Афинах и других местах, возникают скульптурные школы, и среди ваятелей славятся Дипойн и Скиллид, Каллон, Онат, Агелад и некоторые другие.
VI-V века до н. э.
VI век и начало V-го — греческая скульптура утрачивает восточное влияние и начинает развиваться самостоятельно. К важнейшим памятникам этой эпохи относятся метопы древнейшего из селинунтских храмов в Сицилии, фронтонные группы эгинского храма Афайи, хранящиеся в Мюнхенской глиптотеке и изображающие сцены борьбы греков с троянцами.
Век Перикла — период наибольшего расцвета греческой скульптуры. Известными представителями этого периода являются Каламид, в разнообразных произведениях которого грация сочеталась с тонким художественным чутьём натуры, и Мирон, среди заслуг которого привнесение в скульптуру нового элемента — смелого, одушевлённого движения.
Выдающимся скульптором эпохи Перикла был афинянин Фидий (около 500—432 г. до н. э.), ваявший преимущественно статуи богов, наделённые редким благородством и величием. Глубоко прочувствовав характер главных олимпийцев, он создал их наилучшие образцы, которых потом придерживались многие античные ваятели. Это хризоэлефантинная статуя Афины Паллады для Парфенона, бронзовая статуя той же богини, как градохранительницы, стоявшая в афинском Акрополе, хризоэлефантинный Зевс Олимпийского храма и другие.
Среди учеников Фидия наибольшую известность получили Алкамен (копия с его работы — Гера виллы Лудовизи), Агоракрит и Пэоний (статуя Нике, найденная в Олимпии); из произведений же его школы особенно замечательны скульптурные украшения Парфенона (фронтонные группы и фриз, изображающий панафинейскую процессию).
Одновременно с этой аттической школой ваятелей процветала пелопоннесская школа в Сикионе, во главе которой стоял Поликлет, создавший идеальный тип Геры в хризоэлефантинной статуе для аргосского храма этой богини; он в особенности отличался искусством изображать юных атлетов и одним из таких изображений (дорифором, то есть копьеносцем) установил идеальные пропорции человеческого тела (так называемый канон Поликлета).
IV в. до н. э.
В IV в. до н. э. греческая скульптура, не утратив своего совершенства, открылась с другой стороны: ещё не исчезли идеи и чувства, породившие множество шедевров в век Перикла, но к ним добавились новые понятия, новые задачи; произведения стали более страстными, проникнутыми драматизмом, отличались более чувственной красотой. В отношении материалов ваяния также произошли изменения: слоновую кость и золото вытеснил из употребления мрамор; к металлическим и другим украшениям стали прибегать более умеренно.
Одним из представителей этого направления был Скопас, глава новоаттической школы. Он старался воспроизводить пафос, выражать бурные страсти и достигал этой цели с силой, какая до той поры никому не была доступна (ему принадлежали оригиналы Аполлона Кифареда, сидящего Ареса виллы Лудовизи и, быть может, Ниобид, умирающих вокруг своей матери, а также ему принадлежит исполнение части рельефов Галикарнасского Мавзолея).
Другой великий мастер той же школы, Пракситель, любил, подобно Скопасу, изображать глубокие ощущения и вызванные страстью движения, хотя лучше всего удавались ему идеально-прекрасные юношеские и полудетские фигуры с оттенком едва пробудившейся или ещё скрытой страстности (Аполлон Сауроктон, Афродита Книдская, Гермес с младенцем Дионисом на руках, найденный в Олимпии, и прочее).
В противоположность афинским мастерам-идеалистам, скульпторы пелопоннесской школы этой же эпохи в Аргосе и Сикионе работали в натуралистическом духе, создавая, в основном, сильные и красивые мужские фигуры, а также портреты известных деятелей. Между этими художниками первенствовал Лисипп, ваятель из бронзы, современник и любимец Александра Македонского, прославившийся его портретными изображениями, создавший новый канон пропорций человеческого тела своею статуей атлета-апоксиомена (то есть счищающего с себя пыль палестры) и создавшего, между прочим, типический образ Геракла.
В последнюю пору самостоятельного существования греческого народа, с эпохи Александра Великого и до покорения Греции римлянами, наметился упадок творчества скульпторов. Они не утрачивают ни познаний, ни технического мастерства, унаследованных от прежних ваятелей, даже доводят это мастерство до большей тонкости, но не вносят в искусство существенно новых элементов, не открывают для него новых направлений, а только повторяют, комбинируют и видоизменяют старое, заботясь только о воспроизведении впечатления на зрителя колоссальностью размера своих произведений и живописностью сложной группировки фигур, причём произведениям часто свойственны преувеличенный пафос и театральность.
В это время происходит расцвет родосской и пергамской скульптурных школ: первой принадлежит известная группа Лаокоона (в Ватиканском музее, произведение Агесандра и его сыновей Афинодора и Полидора) и «Фарнезский бык» Неаполитанского музея (работа Аполлония и Тавриска); второй — «Умирающий галл» Капитолийских музеев, «Закалывающийся галл» виллы Лудовизи и великолепный рельефный фриз монументального пергамского алтаря (находится в берлинском Пергамском музее).

#### Древний Рим
В этой последней фазе своего развития искусство греческой скульптуры перешло к римлянам. Народу, призванному к выработке основ государственной жизни и к господству над ойкуменой, было вначале не до искусства и эстетических наслаждений; поэтому он на первых порах довольствовался тем, что получил по части художеств от этрусков, и что производили выученные ими туземные мастера. В этрусском же искусстве отразилось сначала восточное, а потом и греческое влияние; но это искусство сохранило навсегда долю своей первобытной сухости и грубости, хотя в техническом отношении и достигло значительного успеха — выработало приёмы изготовления терракотовых фигур и рельефов и литья различных предметов из бронзы; более же всего оно славилось поделками художественно-промышленного характера. После того, как пала Греция, и произведения её ваятелей целою массою свезены были в Рим, в который, к тому же, начали стекаться её художники, было вполне естественно, что эллинское совершенное искусство вытеснило из вечного города посредственное искусство Этрурии. Греческие мастера стали работать на римлян и находить среди них учеников себе и подражателей. Однако произведения, выходившие в это время как из греческих, так и из римских рук, имеют по большей части лишь второстепенное значение: это — более или менее удачные копии знаменитых созданий греческой пластики или подражания им. Как на лучшие из подобных произведений можно указать на статуи Венеры Медицейской, Венеры Капитолийской, Ватиканской Ариадны, Аполлона Бельведерского и других. Впрочем, римские скульпторы не ограничивались ролью простых подражателей: мало заботясь об идеализации, они старались передавать натуру с точностью и силой. Таков характер их исторических статуй и бюстов, наполняющих собою современные музеи (например, статуи Августа в Ватиканском, Марка Аврелия и Агриппины в Капитолийском музеях). То же стремление сказывается в изваяниях, которыми римляне украшали общественные памятники для увековечения славных событий отечественной истории, подвигов и побед, распространивших владычество Рима до далёких пределов (рельефы на триумфальных арках Тита, Септимия Севера, Марка Аврелия, на колоннах Траяна, Антонина и Константина).
Едва ли существовал какой-либо другой народ, который расходовал бы на ваяние столь много мрамора, как римляне; но результат их работы нередко выходил очень посредственный, и сами они, спеша размножать свои произведения, по-видимому, обращали внимание больше на их количество, чем на качество, которое быстро понижалось, и в эпоху Константина Великого упало очень низко.
В таком положении застало скульптуру христианство, восторжествовавшее над язычеством. Новая религия не представляла условий, благоприятных для развития этой отрасли искусства: пластические образы и формы казались первым христианам слишком материальными, слишком чувственными и притом опасными с той точки зрения, что могли вести верующих снова к языческому культу. Поэтому в первые века христианства ваяние, уступив своё главенство живописи и мозаике, играло лишь подчинённую роль, употребляясь преимущественно для декоративных целей.

### Средневековье
Важнейшие памятники, дошедшие до нас от этого времени — саркофаги с рельефами, символически олицетворяющими новое мировоззрение или воспроизводящими библейские сцены. Впрочем, сохранилось также и несколько древнехристианских статуй (бронзовое изваяние святого Петра в Петровском соборе в Риме, мраморные статуи святого Ипполита в Латеранском музее). По внешности все эти памятники мало отличаются от позднеязыческих; техническое исполнение их весьма слабо, но в них чувствуется веяние новых идей и искренней веры.
В тёмную пору раннего средневековья скульптура находилась в полном упадке: в Византии и вообще на Востоке оно было изгнано из употребления для крупных предприятий и производило лишь мелкие вещи, каковы диптихи из слоновой кости, кресты, оклады священных книг и икон, а на Западе, где также ему приходились удовлетворять почти исключительно потребностям религиозного культа, прозябало на почве смутных, заглохнувших античных преданий.
За романский период истории искусства можно указать на несколько любопытных явлений. Таковы в XI веке бронзовые двери Гильдесгеймского собора — произведение искусного литейщика епископа Бернвальда, в XII веке — большая купель в церкви святого Варфоломея в Люттихе, колоссальный Экстерский рельеф на каменной стене в Вестфалии и пластические украшения Буржского и Шартрского соборов во Франции; в XIII веке — так называемые Золотые Ворота во Фрейберге, купель Бернского собора и прочие.
Первые попытки оживить искусство непосредственным наблюдением природы и изучением антиков были сделаны в Саксонии, а ещё успешнее в Италии, где Николо Пизано в середине XIII века разом поднял скульптуру на значительную высоту (кафедры Пизанского баптистерия и Сиенского собора, фонтан перед ратушей в Перуджи). Наступившее вслед за тем господство готического архитектурного стиля открыло ваянию более обширное поприще деятельности: для декорирования затейливых фасадов, башенок, стен и всех частей храмов этого стиля требовалось сильное содействие пластики, и она наделяла их многочисленными резными украшениями, рельефами и статуями, причём исполняла их в духе самой готики — мистическом и мечтательном. Произведения этого рода являются сначала во Франции (скульптуры Реймского, Парижского, Амьенского и других соборов), а потом в Германии (скульптуры церкви Богоматери в Трире, Бамбергского, Наумбургского, Страсбургского и других соборов). Во второй из названных стран в начале XV века каменные изваяния человеческих фигур отличаются уже значительной красотою и стройностью, а их драпировка — живописностью и осмысленностью укладки, как о том можно заключить по статуям Кёльнского собора. Дальнейшее движение немецкой пластики клонится к ещё более живому, индивидуализирующему направлению, предвозвещающему во многих отношениях стиль Возрождения. Адам Крафт (около 1500 г.) и литейщик Петер Фишер, оба из Нюрнберга, должны считаться представителями этого направления. Рядом с каменным и металлическим ваянием делает существенные успехи и немецкая резьба из дерева, на которую в рассматриваемый период существовал большой запрос, а именно, для алтарных и других церковных украшений. Известнейшими мастерами деревянно-резного дела были в XVI столетии нюрнбергцы Фейт Штос и Ганс Брюггеман и тиролец Михаель Пахер.

### Готика
Готическая скульптура редко является самостоятельной единицей и чаще всего представляет собой часть готического собора.
- Западный портал Шартрского собора, 1145
- Южный портал Шартрского собора, 1215–20
- Западный портал Реймсского собора, Благовещение Пресвятой Богородицы
- Никколо Пизано, Рождение Христа и Поклонение волхвов, кафедра Баптистерия в Пизе
- Бамбергский всадник, 1237, конная статуя человеческого роста, the first of this kind since antiquity.
- Lid of the Walters Casket, with the Siege of the Castle of Love at left, and jousting. Paris, 1330–1350
- Siege of the Castle of Love on a mirror-case, Лувр, 1350–1370; the ladies are losing.
- Central German Pietà, 1330–40
- Claus Sluter, David and a prophet from the Well of Moses
- Base of the Holy Thorn Reliquary, a Resurrection of the Dead in gold, enamel and gems
- Section of a panelled altarpiece with Воскрешение Христа, English, 1450–90, Nottingham alabaster with remains of colour
- Детали тайной вечери из Алтаря святой крови, 1501–05, Тильман Рименшнейдер, Ротенбург-об-дер-Таубер, Бавария

### Эпоха Возрождения

#### Италия
В противоположность северным странам, в Италии ваяние готического периода развивалось независимо от архитектуры. Своими успехами оно было там обязано, главным образом, сыну вышеупомянутого Николо Пизано, Джованни (кафедра в церкви святого Андрея в Пистойе, надгробный памятник папе Бенедикту XI в Перудже, рельефы для кафедры Пизанского баптистерия). К направлению этого художника примкнул целый ряд других тосканских ваятелей, его непосредственных учеников или подражателей, из которых особенно знамениты: Джотто, Андреа Пизано и Орканья. Благодаря усилиям этих и других мастеров итальянское искусство сбрасывает с себя последние остатки средневековой сухости и условности и в начале XV в. выходит на новый свободный путь — путь индивидуальности творчества, одушевлённой выразительности, глубокого вникания в натуру, соединённого с критическим изучением антиков. Словом, наступает эпоха Возрождения.
Тоскана остаётся по-прежнему главным очагом артистической деятельности, и её художники создают произведения, приводящие в восторг не только их современников, но и отдалённое потомство. Передовыми распространителями нового движения являются Якопо делла Кверчья, прозванный «della Fonte» за превосходный фонтан, воздвигнутый им в Сиене; Лука делла Роббиа, составивший себе имя в особенности рельефами из обожжённой и глазурованной глины, и высоко талантливый Донателло. По их следам идёт фаланга более или менее даровитых мастеров. В правление папы Льва X итальянская скульптура, как и прочие отрасли искусства, достигают кульминационного пункта своего развития в работах Джан Франческо Рустичи, Андреа Контуччи (Сансовино) и, наконец, гениального Микеланджело Буонарроти. Но последний, при всей громадности своего таланта, и даже вследствие её, оказал роковое влияние на дальнейший ход скульптуры: его мощный, но слишком индивидуальный и свободный стиль был не под силу его многочисленным ученикам и подражателям, из которых выдаются только Джованни да Болонья, Бенвенуто Челлини и Якопо Татти; большинство же ваятелей, держась направления великого флорентийца, впало в капризный произвол и в погоню за одним внешним эффектом. Чем дальше, тем больше утрачивала скульптура свою прежнюю простоту и искренность, так что в XVII столетии в Италии уже господствовала в этой отрасли искусства манерность Лоренцо Бернини, Алессандро Альгарди и их несчётных последователей. Этот стиль, известный под названием барокко, держался и в XVIII столетии, в течение которого являлись иногда произведения, не лишённые величественности и свидетельствующие о богатой фантазии их исполнителей, но чаще такие, которые любопытны лишь вследствие своей вычурности.

#### Франция
Вне Италии скульптура, начиная с XVI века, отражала в себе влияние итальянской скульптуры и представляло вообще мало значительных явлений. Некоторые из них, однако, заслуживают быть упомянутыми. Таково, например, основание во Франции фонтенеблосской скульптурной школы, представители которой, Жан Гужон, Жермен Пилон и прочие, оставили по себе потомству весьма талантливые произведения. Далее, нельзя не упомянуть о Пьере Пюже, Франсуа Жирардоне, Антуане Куазево — французских скульпторах, живших и работавших в эпоху Людовика XIV; но их работы сильно грешат театральностью, дошедшею в XVIII столетии во Франции до пустого, приторного жеманства.

#### Испания
Крупными скульпторами Испании эпохи Золотого века были Алонсо Кано и Педро де Мена.

#### Нидерланды
Между нидерландскими художниками достоин внимания Франс дю Кенуа, прозванный итальянцами иль Фьямминго, живший в Риме во времена Бернини и, несмотря на то, оставшийся свободным от итальянской манерности. Ещё наивнее и чище по взгляду на природу ученик Арт Квеллинус дю Кенуа. Третий значительный нидерландский ваятель, Адриан де Врис, ученик Джованни да Болоньи, известен как автор прекрасно задуманных и мастерски исполненных бронзовых произведений.

#### Германские земли
Что касается до немецкого Возрождения, то оно пользовалось ваянием почти исключительно для надгробных памятников и архитектурно-декоративных задач. Среди скульпторов Германии в XVIII веке выдаются, однако, над уровнем посредственностей даровитые мастера: Андрей Шлютер в Берлине (монумент великого курфюрста в этом городе) и Рафаэль Доннер в Австрии (фонтан на Новом Рынке в Вене).

#### Переход к Новому времени
Во второй половине XVIII века просыпается понимание общественной важности и достоинства искусства; оно ведёт, с одной стороны, к непосредственному, не отуманенному предвзятыми принципами подражанию природе, а с другой — к внимательному изучению того, в чём и как подобный взгляд на природу выражался в художественных созданиях цветущих времён Греции. Сильный толчок второму из этих стремлений был дан Винкельманом, который в своих сочинениях об античном искусстве красноречиво объяснял их высокое значение и проповедовал горячую любовь к ним. Однако почва, подготовленная этим учёным, начала приносить плоды лишь позже, после того, как усилился интерес вообще к греческой древности и стали являться издания её художественных памятников, а европейские музеи обогащаться либо подлинными произведениями её пластики, либо гипсовыми слепками с них.
Первые опыты обновления скульптуры через возвращение её к принципам античного искусства были сделаны в начале XIX столетия шведом И. Т. Зёргелем и итальянцем Антонио Кановой. Последний в особенности прославился на этом пути, хотя его многочисленные работы, мастерские в техническом отношении, ещё не чужды предшествовавшей итальянской манерности и нередко впадают во внешнюю только эффектность или слащавую сентиментальность. На тот же путь, как и эти скульпторы, вскоре выступили многие другие, большею частью их прямые подражатели. Как на лучших между этими художниками следует указать на француза Шоде (статуя «Амур и бабочка» в Лувре, Париж), испанца X. Альвареса (группа «Антилох обороняет Нестора», известная под названием: «Защита Сарагосы»), англичанина Джона Флаксмана и на немецких мастеров: Триппеля (статуя «Вакханка»), и Даннекера (знаменитая «Ариадна на пантере», у Бетмана, во Франкфурте-на-Майне). Но никто не достиг столь блестящих результатов, как датчанин Бертель Торвальдсен. Обладая неистощимою фантазией, он создал ряд разнообразных произведений, задуманных в чисто греческом духе, поражающих чисто античным благородством форм, а между тем вполне оригинальных, то возвышенных, то наивно-идиллических и грациозных.

### Новое время
Во Франции пластика продолжала держаться парадного придворного направления эпохи Людовика XIV, все более и более вдаваясь в жеманство. Лучший скульптор этого времени Жан-Батист Лемуан (1704—1778; многочисленные бюсты и статуи современных знаменитостей). Его ученик Фальконе (1716—1791), даровитый автор петербургского памятника Петру Великому. В духе античного искусства старались трудиться Бушардон (1698—1762) и Пигаль (1714—1785; статуя маршала Морица Саксонского в Страсбурге). Французская школа прежде других сбросила с себя иго абсолютного классицизма и смело пошла по дороге реализма. Гудон (1741—1828) внёс во французское ваяние большую простоту и жизненность; его знаменитая статуя Вольтера в Comedie Francaise (другой экземпляр — в Имп. Эрмитаже) с поразительной верностью передаёт наружность и саркастический характер фернейского философа. Ещё скульпторы Первой империи, Картелье, вышеупомянутый Шоде, Ф. Бозио (барельефы Вандомск. колонны, конная статуя Людовика XIV на площади Побед в Париже), Ф. Лемо (статуя Генриха IV на Нов. Мосту в Париже), Ж. Корто (фронтон палаты депутатов, апофеоза Наполеона I на триумф. ворот. Звёзды в Париже) и их непосредственные ученики, корректные и элегантные, ещё холодны в своих композициях; но рядом с ними уже действуют три художника, вносящие во французское ваяние кипучую струю жизни. Это — Ф. Рюд, Дж. Прадье и Ж. Давид Анжерский. Первый из них («Меркурий, привязывающий крылья к своим ногам», «Молодой неаполитанский рыбак». «Орлеанская дева», статуи в Луврском музее, и в особенности «Волонтёры в 1792 году», группа на триумфальных воротах Звезды) приписывал крайнюю важность прямому наблюдению природы, сильно и правдиво выражал движение и чувство, и в то же время отличался удивительною тонкостью отделки. В нач. XIX в. Давид Анжерский и Прадье стремились примирить античные традиции с романтизмом. Талант Прадье был более внешний и проявлялся преимущественно в изящной обработке форм женского тела, в создании обворожительных, живых, но чувственных фигур («Лёгкая поэзия», «Флора», «Грации», «Вакханка и сатир» и пр.). Решительный приверженец реализма и враг всякой условности, Давид Анжерский заботился не столько о красоте линий и, в сложных композициях, о ясном расчленении групп, сколько о точной характеристике изображаемого; его работы (Тимпан парижского Пантеона, статуя Конде в Версале, множество портретных статуй, бюстов и медальонов) всегда проникнуты глубокой идеей и высокой выразительностью, производящей тем сильнейшее впечатление, что она вложена в формы, прямо взятые из действительности. Эти достоинства сделали Давида самым влиятельным из скульпторов недавно сошедшего со сцены поколения не только во Франции, но и в Бельгии. Рядом с тремя упомянутыми вождями французской скульптуры Нового времени должен быть поставлен Ф. Дюре, достойный последователь Рюда и Давида Анжерского («Неаполитанский импровизатор», «Неаполитанский танцор», статуя Рашели в роли Федры в театре Франц. комедии в Париже), образовавший, в свою очередь, талантливого ученика Э. Делапланша («Материнская любовь», «Музыка», портрет Обера). Многочисленные ученики и последователи Прадье трудились вообще в его духе, иногда заходя ещё далее, чем он, в пристрастии к чувственности, иногда умеряя её стремлением к более чистому идеалу и благородной грации и постоянно заботясь о доведении технического исполнения своих работ до высшей степени совершенства. К группе этих художников относятся: О. Курте («Фавн и центаврка», «Леда», прекрасный портрет Адриенны Лекуврер в театре Французской комедии в Париже), А. Этекс («Каин», «Геркулес и Антей» и две группы на триумфальных воротах Звезды: «Сопротивление» и «Мир»), Ш. Симар («Орест, преследуемый фуриями»), Э. Гильом (группа «Музыка» у Новой Оперы, в Париже, многие портретные бюсты и статуи), Идрак («Раненый амур» и «Саламбо» в Люксемб. музее), Ж. Б. Клезингер («Сафо», «Ариадна с тигром», «Опьяневшая вакханка») и А. Шапю («Жанна д’Арк» в Люксембургском музее и «Юность» на памятнике Реньо, в Парижском училище изобразительных искусств). Обширная и постоянно разрастающаяся школа трудится в том реалистическом направлении, сильный толчок к которому был сделан Давидом Анжерским. Из среды представителей этой школы выдаются Д. Фойятье (монумент Жанне д’Арк в Орлеане, статуи Цинцинната и Спартака в Тюильрийском саду в Париже), Э. Милле («Аполлон», на вершине здания Большой оперы, и «Кассандра» в Люксембургском музее в Париже), А. Прео («Убийство» и «Молчание», колоссальные бюсты на кладбище Лашеза в Париже) и А. Каррье-Белез, самый плодовитый из учеников Давида и самый близкий к нему по манере («Мадонна» в парижском центре С.-Венсень-де-Поль).
Со второй половины XIX в. преобладание получают реалистическое и натуралистическое направление: Барриас, Бартоломе, Карпо, Делапланш, Дюбуа, Фальтер, Фремье, Гардэ, Мерсье, гениальный Роден. Натурализм современной французской школы нашёл себе последнее, яркое выражение в произведениях Ж.-Б. Карло, ученика Давида, Рюда и Дюре, заимствовавшего от каждого из них то, что есть в них лучшего, и соединившего их достоинства с тем, чего, быть может, им недоставало, — со своеобразным, мощным, даже необузданным талантом, родственным с талантом Микеланджело и, в то же время, Рубенса («Молодой неаполитанец-рыбак», пластические украшения павильона Флоры в Лувре, знаменитая группа «Пляска» у Большой оперы в Париже). Несмотря на раннюю смерть этого своеобразного мастера, он оставил глубокий след в искусстве и образовал толпу учеников, из которых достойны быть упомянутыми Ж. Дали и графиня Колонна, известная под псевдонимом Марчелло («Пифия» на лестнице Большой оперы в Париже).
Реализм, преобладающий во французской скульптуре того времени, не исключает, однако, существования в ней и других стремлений. Главою классической школы явился в 1839 г. Ф. Жуффруа («Девушка, поверяющая свою тайну Амуру» в Люксембургском музее), из последователей которого особенно известны Л. Барриас («Клятва Спартака» и «Моцарт, настраивающий скрипку») и Р. де Сен-Марсо («Гений, охраняющий гробовую тайну» в Люксембургском музее); но лучший из учеников Жуффруа, А. Фальгьер, выказывает явную склонность к реализму («Египетская танцовщица», «Диана» и прочие), П. Дюбуа и А. Мерсье вдохновляются скульптурными памятниками цветущей поры итальянского Возрождения, ища гармонии и красоты в спокойных позах (из работ первого особенно замечательны группы на памятник Ламорисьеру: «Воинская храбрость» и «Христианская любовь», а также «Неаполитанский певец XV стол.» и «Ева»; из произведений второго — «Давид» в Люксембургском музее, памятник Мишеле на кладбище Лашеза в Париже и группа «Quand même»). Наконец, Франция имеет право гордиться несколькими ваятелями, великолепно воспроизводящими животных. Самое видное место среди этих художников занимает Л. Л. Барри («Лев, пожирающий змею», «Отдыхающий лев» и небольшие бронзовые группы), которого можно считать истинным основателем этой пластической отрасли и первостепенным по ней мастером. Кроме него, вполне заслуженною известностью в том же роде пользуются Э. Фремье, О. Каен, Л. Навале и А. Бартольди, из которых последний, независимо от произведений по своей специальности, прославился также колоссальною статуей «Свободы», принесённой французским правительством в 1886 г. в дар Соединённым Штатам Америки.
Бельгийское ваяние составляет не более как отпрыск французского — факт, легко объясняемый тем обстоятельством, что большинство скульпторов Бельгии получало или довершало своё художественное образование в Париже. Самыми значительными из ваятелей в этой стране могут быть названы: Гийом (Виллем) Гефс (национальный памятник на площади Мучеников в Брюсселе, монумент Рубенсу в Антверпене), его брат Йозеф Гефс (монументы Леопольду I в Брюсселе, и Вильгельму II в Гааге), Франкин (монумент Эгмонту и Горну в Брюсселе) и Симонис (монумент Готфриду Бульонскому в Брюсселе).
В Германии, после Торвальдсена, в числе скульпторов, державшихся его идеалистического направления, особенно достоин внимания Л. Шванталер, для деятельности которого при баварском короле Людвиге I было открыто широкое поле деятельности по украшению Мюнхена (колоссальная статуи Баварии, скульптурные фризы во дворцах короля и герцога Максимилиана, рельефы и статуи, украшающие глиптотеку, и прочее). Этому художнику обязаны своим образованием многие ученики, между прочим, М. Видиман (монумент Шиллеру в Мюнхене и другие), Л. Шаллер (монумент Гердеру в Веймаре, рельефы в Мюнхенской пинакотеке на сюжеты из жизни Я. ван Эйка, А. Дюрера и Гольбейна, аллегорические статуи четырёх звёзд и т. д.), Ф. Бругген (статуи Глюка, курфюрста Максимилиана Эммануила и Гертнера в Мюнхене, группы: «Хирон учит Ахилла», «Меркурий и Калипсо» и пр.), К. Цумбуш (монум. Максимилиану II в Мюнхене, лучший из всех украшающих этот город; монумент Марии-Терезии в Вене и прочие) и М. Вагмюллер («Девушка с бабочкой», «Девушка с ящерицей», превосходные портретные бюсты). Влияние Шванталера, занесённое в Вену Гассером и Фернкорном (конные статуи эрцгерцога Карла и принца Евгения), до сей поры отражается в произведениях местных скульпторов, из которых заслуживают быть упомянутыми К. Кундеман, автор памятника Фр. Шуберту, и В. Тильгнер, составивший себе лестную репутацию портретными статуями и бюстами. Иного рода движение приняло ваяние в Берлине, где в начале XIX столетия И. К. Шадов, не пренебрегая антиками, поставил себе главною задачей воспроизведение современности и реального мира (колесница и метопы на Бранденбургских воротах, памятники Цитену и принцу Леопольду Дессаускому в Берлине, Блюхеру в Ростоке, Лютеру в Виттенберге и прочие). Его стремления получили полное развитие в продолжительной и влиятельной деятельности X. Рауха (монументы Фридриху Великому в Берлине, А. Дюреру в Нюрнберге, Канту в Кёнигсберге, известные фигуры «Викторий», надгробные памятники королеве Луизе и Фридриху-Вильгельму III в Шарлоттенбургском мавзолее). Основанная этим художником берлинская школа произвела многих более или менее искусных мастеров, каковы: Φ. Драке (барельефы на памятнике Фридриху-Вильгельму III в берлинском Зоологическом саду, конная статуя императора Вильгельма на железнодорожной станции в Кёльне и прочие), Шифельбейн («Разрушение Помпеи», большой фриз в новом Берлинском музее, барельефы на мосту в Диршау), Блезер (конная статуя Вильгельма IV на Рейнском мосту в Кёльне), А. Кис, превосходно воспроизводивший животных и с успехом трудившийся также по части исторической скульптуры (статуи архангела Михаила и Святого Георгия, поражающего дракона; конные статуи Фридриха-Вильгельма III в Кёнигсберге и Бреслау), Т. Калиде, А. Вольф и другие. Из среды берлинских скульпторов Нового времени особенно выдаются сильный и пылкий Р. Бегас (берлинский монумент Шиллеру, бюст Менделя в Национальной галерее; «Пан утешает Психею», «Семейство Фавна», «Венера и Амур» и другие группы, полные жизни и движения) и Р. Зимеринг (мраморная статуя короля Вильгельма в Берлинской бирже; группы «Нимфа учит юного Бахуса пляске» и «Фавн даёт пить мальчику Бахусу»; «Победный памятник» в Лейпциге). В Дрездене одновременно трудились два первоклассных ваятеля: Э. Ритшель, ученик Рауха, следовавший по его реалистическому направлению (главные работы: величественный памятник Лютеру в Вормсе, монумент Шиллеру и Гёте в Веймаре, статуя Лессинга в Брауншвейге) и Э. Гэнель, последователь идеалистической школы (лучшие произведения — декоративные статуи фасада Дрезденской картинной галереи, памятник князю Шварценбергу в Вене, статуя Бетховена в Бонне). Между прочими дрезденскими скульпторами более других достойны внимания: И. Шиллинг, ученик и последователь Гэнеля (группы «Ночь» и «День» на Брюлевской террасе, памятники Ритшелю в Дрездене и Шиллеру в Вене) и А. Донндорф, наследник живой и благородной манеры Ритшеля, его сотрудник по вормсскому памятнику Лютера, автор конной статуи Карла Августа в Веймаре и монументов: Шуману в Бонне и Корнелиусу в Дюссельдорфе.
В Англии скульптура, особенно монументальная, не нашла для себя благоприятной почвы; она в этой стране в сильной степени отражает итальянское влияние. Даровитейший из английских скульпторов, Джон Гибсон, ученик Кановы, трудился в Риме и должен быть причислен к местной классической школе (мраморные группы «Психея, мучимая Амуром», «Гилас и нимфы» в Лондонской Национальной галерее, «Королева Виктория на троне, между фигурами Милосердия и Справедливости» в здании парламента, надгробный памятник герцогине Лейчестерской в Лонгфорде и другие). Манерою Кановы отзываются труды многих других английских художников, трактовавших сюжеты античного мифа в грациозных, ласкающих взор формах, каковы, например, П. Мак-Дауль («Виргиний и его дочь», «Моющаяся мечта»), Р. Вэстмакот (статуи Эддисона, Питта, Фокса и Персиваля в Вестминстерском аббатстве, лордов Эрскина на Линкольс-Инне и Нельсона в ливерпульской бирже, фигуры на фронтоне Британского музея) и Р.-Дж. Уатт («Флора», «Пенелопа», «Музидора» и другие).
В Италии стремления пластики вообще не подвергались значительному уклонению от идеалов Кановы. Следовавшие за ним даровитые художники П. Тенерани (надгробные памятники герцога и герцогини Торлониа в С.-Джованни-ин-Латерано, Пия VIII в Петровском соборе в Риме, «Психея» и «Лежащая Венера с Амуром» в Императорск. Эрмитаже) и Л. Бартолини (статуя Наполеона I, в Бастии на Корсике, и Макиавелли в музее Уффици во Флоренции), трудились в благородно-классическом духе этого мастера. Ученик Бартолини, Дж. Дюпре, сделал некоторый поворот в сторону натурализма («Богоматерь, оплакивающая усопшего Спасителя» на кладбище в Сиене, памятник Кавуру в Турине, «Каин» и «Авель» в Имп. Эрмитаже). Дж. Бастиани пытался возродить стиль итальянской пластики XV века («Группа вакханок», «Четыре времени года», прекрасные портретные бюсты). Затем многочисленные ваятели Италии обратили своё внимание, главным образом, на техническую обработку мрамора, в которой и достигли высокого совершенства, производя с особой любовью сюжеты, заимствованные из современной действительности. Самым значительным из художников этого направления был В. Вела (группа «Франция и Италия» и «Умирающий Наполеон» в Версальском музее в Париже, статуи Виктора-Эммануила в Туринской ратуше, «Корреджио» в его родном городе, философа Росмани и «Весна»). Кроме туземных художников, в число представителей итальянского ваяния надо включить многих иностранцев, подобно вышеупомянутому англичанину Гибсону, живших и работавших в Риме; таковы, между прочим, голландец М. Кессель («Св. Севастан», «Парис», «Дискобол», сцены из Страшного суда), баварец М. Вагнер (фриз в Валгалле близ Регенсбурга; «Минерва», покровительница художественной деятельности на фронтоне Мюнхенской глиптотеки), бременец К. Штейнгейзер («Геро и Леандр», «Гёте с Психеей» в Веймарском музее, «Скрипач» и прочие) и пруссак Э. Вольф («Нереида» и «Амазонка» в Императорском Эрмитаже, «Венера», «Юдифь» и прочие).

### Новейшее время

#### Модернизм
Скульптура модернизма включает в себя такие направления, как кубизм, геометрическая абстракция, Де Стейл, супрематизм, конструктивизм, дадаизм, сюрреализм, футуризм, формализм, абстрактный экспрессионизм, поп-арт, минимализм, ленд-арт, а также инсталляцию.
В начале XX века Пабло Пикассо произвёл революцию в искусстве скульптуры, начав создавать его конструкции, где в одной скульптуре объединялись несовместимые объекты и материалы, как бы создавая скульптурный аналог двухмерного коллажа. С приходом сюрреализма появились такие новые виды «автоматической» скульптуры, как коулаж, которая создавалась при помощи выливания расплавленного материала (например: металл, воск или шоколад) в холодную воду, в результате чего после застывания материала форма скульптуры получалась непредсказуемой. Поздние года творчества Пикассо ознаменовались его увлечением гончарным мастерством, что, в совокупности с растущим интересом к истории гончарного мастерства по всему миру, привело к возрождению искусства керамики с такими скульпторами как Джордж Эдгар Ор и впоследствии Пётр Воулкос, Кеннет Прайс и Роберт Арнерсон. В то же время Марсель Дюшан придумал термин Реди-мейд (от англ. readymade), представив общественности скульптуру «Фонтан».
Схожим образом, работы Константина Бранкузи в начале столетия открыли путь дальнейшим экспериментам в абстрактной скульптуре. В восстании против натурализма Родена и его современников в конце XIX века Бранкузи дистиллировал предметы вплоть до своих сущностей, что иллюстрируется утончёнными формами его серии «Птица в пространстве» (1924).
Влияние Бранкузи с его стремлением к избавлению от всего лишнего и абстракции наблюдается в течение 1930-х и 1940-х годов и иллюстрируется такими художниками, как Гастон Лашез, сэр Джейкоб Эпштейн, Генри Мур, Альберто Джакометти, Джоан Миро, Хулио Гонсалес, Пабло Серрано, Жак Липшиц, а в 1940-х годах абстрактная скульптура была затронута и расширена Александром Кальдером, Лен Лай, Жаном Тингели и Фредериком Кислером, которые стали пионерами кинетического искусства.
Модернистские скульпторы в значительной степени упустили рост заинтересованности в публичном искусстве, вызванный спросом на военные мемориалы после двух мировых войн, но с 1950-х годов общественные органы стали более лояльны к модернистской скульптуре, а крупные заказы как и в абстрактном, так и в фигуративном стилях стали более распространены. Пикассо было поручено сделать макет для огромной 50-футовой (15 м) — публичной скульптуры, так называемого Чикаго Пикассо (1967). Его дизайн был неоднозначным и несколько противоречивым, и то, что представляет собой эта фигура, непонятно; это может быть птица, лошадь, женщина или совершенно абстрактная форма.
В конце 1950-х и 1960-х годов абстрактные скульпторы начали экспериментировать с широким спектром новых материалов и разными подходами к созданию своей работы. Сюрреалистические образы, антропоморфная абстракция, новые материалы и комбинации новых источников энергии и разнообразных поверхностей и предметов стали характерными для новой модернистской скульптуры. Совместные проекты с ландшафтными дизайнерами, архитекторами и ландшафтными архитекторами расширили возможную территорию и контекстуальную интеграцию. Художники, такие как Исаму Ногучи, Дэвид Смит, Александр Колдер, Жан Тингели, Ричард Липполд, Джордж Рики, Луиза Буржуа и Луиза Невельсон, стали формировать облик современной скульптуры.
К 1960-м годам преобладал абстрактный экспрессионизм, геометрическая абстракция и минимализм, который сводит скульптуру к её наиболее существенным и фундаментальным особенностям. Некоторые работы того периода: кубические работы Дэвида Смита и сварные стальные работы сэра Энтони Каро, а также сварная скульптура большого разнообразия скульпторов, крупномасштабная работа Джона Чемберлена и работы в жанре энвайронмент Марка ди Суверо. Среди других минималистов — Тони Смит, Дональд Джадд, Роберт Моррис, Энн Труитт, Джакомо Беневелли, Арнальдо Помодоро, Ричард Серра, Дэн Флавин, Карл Андре и Джон Сафер, которые добавили движение и монументальность и чистоту линии.
В 1960-х и 1970-х годах фигуративная скульптура в стилизованных формах была представлена такими художниками-модернистами, как Леонард Баскин, Эрнест Трова, Джордж Сигал, Марисол Эскобар, Пол Тек, Роберт Грэм и Фернандо Ботеро, превращающий фигуры со своих картин в монументальные скульптуры.
- Амадео Модильяни, Женская голова, 1911-1912, Tate
- Константин Бранкузи , Портрет Мадемуазель Погани, 1912, белый мрамор, Художественный музей Филадельфии. Выставлено на арсенальной выставке в 1913 г.
- Ото Гутфрёйнд, Виолончелист, 1912-1913
- Джейкоб Эпстайн, День и ночь, carved for the London Underground's headquarters, 1928.
- Кете Кольвиц, Скорбящие родители, 1932, Мемориал Первой Мировой войны (для её сына Питера), Немецкое военное кладбище Власло
- Жак Липшиц, Рождение муз, 1944—1950
- Барбара Хепуорт, Monolith-Empyrean, 1953
- Джон Чемберлен, S, 1959, Музей Хиршхорна, Вашингтон
- Генри Мур, Three Piece Reclining figure No.1, 1961, Йоркшир
- Марсель Дюшан, «Фонтан», 1917; 1964 artist-authorized replica made by the artist’s dealer, Arturo Schwarz, based on a photograph by Alfred Stieglitz. Porcelain, Tate Modern, London
- Пабло Пикассо, Chicago Picasso, 1967, Чикаго
- Исаму Ногути, Heimar, 1968, at the Billy Rose Sculpture Garden, Музей Израиля, Иерусалим, Израиль
- Джордж Рики, Four Squares in Geviert, 1969, терраса Новой национальной галереи, Берлин. Рики является представителем кинетического искусства.
- Кинетическая скульптура: Crinkly avec disque rouge, Александр Колдер, Штутгарт, 1973
- Луиза Берлявски-Невельсон, Atmosphere and Environment XII, 1970—1973, Художественный музей Филадельфии
- Энтони Каро, Black Cover Flat, 1974, steel, Тель-Авивский музей изобразительных искусств
- Жоан Миро, Женщина и птица, 1982, Барселона
- Луиза Буржуа, Maman, 1999, около Музея Гуггенхейма в Бильбао

### Современные течения
Движения энвайромент и сайт-специфик представлены такими скульпторами, как: Энди Голдзуорти, Уолтер Де Мария, Ричард Лонг, Ричард Серра, Роберт Ирвин, Джордж Рики и Кристо и Жан-Клод задали новое направление в абстрактной скульптуре.

#### Минимализм
- Тони Смит, Free Ride, 1962, 6'8 x 6'8 x 6'8 (высота типового дверного проёма), Нью-Йоркский музей современного искусства, Нью Йорк
- Ларри Белл, Без названия, 1964, висмут, хром, золото и родий на золочёной латуни; Музей Хиршхорн и сад скульптур
- Дональд Джадд, Без названия, 1977, Мюнстер, Германия
- Ричард Серра, Fulcrum 1987, 17-метровая скульптура, сделанная из стали кортеновской, около вокзала Ливерпуль-стрит, Лондон
- Дональд Джадд, Без названия, 1991, арт-сад Израильского музея, Иерусалим

#### Постминимализм
- Ричард Лонг, South Bank Circle, 1991, художественная галерея Тейт Ливерпуль, Англия
- Жан-Ив Лешевалье, Крыло, закованное в кандалы, 1991
- Аниш Капур, Turning the World Upside Down, Израильский музей, 2010
- Рэйчел Уайтрид, Holocaust Monument 2000, площадь Юденплатз, Вена
- Guardians of Time, световая скульптура авторства Манфреда Кляйнхофера для Австрийской биеннале светового искусства 2010
- Дублинская игла, официально названная Monument of Light, нержавеющая сталь, 121,2 метра (400 фута), самая высокая скульптура в мире

### Скульптура в России

#### Древняя Русь
В процессе археологических исследований на Неревском раскопе (Софийская сторона г. Новгорода) были найдены деревянные скульптуры, датированные X—XV вв.

#### Российская Империя
В допетровское время искусство в России имело своим призванием служить исключительно религиозным целям, а так как православная церковь гнушается изваяниями человеческих фигур, то скульптура, в настоящем смысле слова, не могла в древней Руси не только развиваться, но и существовать. Правда, в некоторых местах, в особенности в бывших новгородских областях, пользовались уважением резные и раскрашенные изображения святых, но они были чужды всякого художественного значения и составляли изделия, возникшие под влиянием Запада. Собственно же на Руси проявления пластики ограничивались литьём небольших крестов, образов-складней, выбиванием окладов на образа и резьбою фигурных иконостасов. В числе плодов западноевропейской цивилизации Пётр Великий перенёс в него и скульптуру, которая, однако, при этом государе и долго после него находилась здесь в руках приезжих иностранцев. Главным деятелем по части скульптуры в царствование Петра Великого и Анны Иоанновны был К. Б. Растрелли, отец знаменитого впоследствии архитектора, вызванный в Петербург для литья пушек. О его манерном стиле свидетельствуют бронзовая статуя императрицы Анны, и монумент Петру Великому, стоящий перед Инженерным замком в Санкт-Петербурге.
Собственно русское ваяние завелось только при Екатерине II, после основания Академии, где первым профессором этого искусства явился Н. Ф. Жилле, приглашённый в 1757 году из Парижа. Он образовал нескольких учеников, в числе которых самым даровитым был Ф. И. Шубин (главный его труд — статуя Екатерины в Академии художеств). Уставом Академии предоставлялось лучшим из её питомцев, по окончании в ней курса, ехать, с содержанием от правительства, на несколько лет в чужие края, для дальнейшего своего совершенствования, и этим правом впервые воспользовался из молодых скульпторов Шубин. Им начинается длинный, продолжающийся до нашего времени, ряд русских ваятелей, живших и работавших за границей, преимущественно в Италии. Здесь они, конечно, подвергались влиянию популярных в то время мастеров и усваивали себе тогдашнее господствовавшее художественное направление. Поэтому скульптура в России, выказав до самого последнего времени мало самостоятельности, отражала в себе те движения, какие совершались в этой отрасли искусства на Западе: в конце XVIII века она носила отпечаток французский, а затем итальянский — более или менее заметные черты стиля Кановы, Торвальдсена, Дюпре, Тенерани и других. При всём том среди её представителей было немало художников, которые сделали бы честь любой стране. В екатерининский век, кроме Шубина, державшегося в своих трудах натурализма, облагороженного уважением к антикам, действовали рутинер-эклектик Ф. Г. Гордеев (группа Самсона для петергофского фонтана этого имени) и даровитый, несколько манерный М. И. Козловский (монумент Суворову на Царицыном лугу в Санкт-Петербурге, статуя «Амура, вынимающего стрелу из колчана» в Эрмитаже и прочие). За время Александра I и отчасти николаевское, выдающимися представителями русского ваяния были: В. И. Демут-Малиновский (статуя апостола Андрея в Казанском соборе в Санкт-Петербурге, «Русского Сцеволы» в Академии художеств, портретные бюсты и прочие), С. С. Пименов (две группы на подъезде Горного института в Петербурге), И. П. Прокофьев (статуя бегущего Актеона, тритоны петергофского фонтана), И. П. Мартос (памятники Минину и князю Пожарскому в Москве, герцогу Ришельё в Одессе, Ломоносову в Архангельске, колоссальная статуя Екатерины II в московском Дворянском собрании и прочие) и некоторые другие.
Особенное оживление получила русская скульптура во второй половине царствования императора Николая I благодаря любви этого государя к искусству и покровительству, которое он оказывал отечественным художникам, равно и таким громадным предприятием, как постройка и украшение Исаакиевского собора в Петербурге и храма Христа Спасителя в Москве. Все русские ваятели и старейшего и юного поколения получали тогда значительные правительственные заказы и, будучи поощряемы вниманием монарха к их трудам, старались в них превзойти один другого. Главными деятелями в рассматриваемой области были в эту пору: граф Ф. П. Толстой (медальоны на темы из Отечественной войны 1812—1814 гг., статуя «Нимфа, льющая из кувшина воду» в Петергофе, модели для фигур разных святых, для дверей храма Спасителя), С. И. Гальберг (статуя сидящей Екатерины II в Академии художеств, статуя «Изобретение музыки» в Эрмитаже), Б. И. Орловский («Ангел» на Александровской колонне, монументы Кутузову и Барклаю де Толли перед Казанским собором, статуи «Парис», «Сатир, играющий на скрипке», «Фавн и Вакханка» в Эрмитаже), И. П. Витали (два фронтона Исаакиевского собора: «Поклонение волхвов» и «Святой Исаакий благословляет императора Феодосия», рельефы под портиками этого храма, скульптуры его входных дверей и прочие; статуя Венеры в Эрмитаже), барон П. К. Клодт («Укротители лошадей», четыре группы на Аничковском мосту, памятник баснописцу Крылову, в Летнем саду; фигура императора Николая I верхом на коне, в петербургском памятнике этому государю; мелкие изваяния лошадей), Н. С. Пименов (группы «Воскресение» и «Преображение» на вершине иконостасов малых приделов Исаакиевского собора; статуи «Игра в бабки» и «Мальчик, просящий милостыни»), П. Ставасер (статуи «Русалка» и «Нимфа, обуваемая Фавном» в Эрмитаже), К. Климченко («Нимфа после купанья» в Эрмитаже), А. А. Иванов («Мальчик Ломоносов» и «Парис» в Эрмитаже), С. И. Иванов («Маленький купальщик»), А. В. Логановский («Игра в свайку»; рельефы под портиками Исаакиевского собора «Избиение младенцев» и «Явление ангела пастырям»; горельефы на внешних стенах храма Спасителя) и Н. И. Рамазанов (горельефы на внешних стенах того же храма).
Необходимо, однако, заметить, что, вследствие самого рода поручений, возлагавшихся на этих даровитых художников, они бывали, в большинстве случаев, связаны в своём творчестве и не могли давать полного простора фантазии и уже пробудившемуся в их среде стремлению к реализму и национальности. Простор этот открылся с наступлением эпохи великих реформ Александра II — эпохи, в которую начертательные искусства России, вслед за её литературой, сделались выразителями самосознания, пробудившегося в русском обществе, стали невольно отзывчивы на его сомнения, желания и надежды. Дело не могло обойтись без колебаний и фальшивых уклонений; тем не менее, в общем своём движении новейшая русская скульптура, сделав крупный шаг вперёд, завоевала себе сочувствие не одних только высших классов, но и массы родного ему общества и заставило иностранцев признать существование самобытной русской школы. Из художников, содействовавших этому в большей или меньшей степени, а также поддерживающих достоинство русской скульптуры второй половины XIX века можно назвать: М. М. Антокольского (статуи «Иоанн Грозный», «Христос перед народом», «Смерть Сократа», «Мефистофель» в Эрмитаже; статуя Петра Великого в Петергофе), Н. Р. Баха (статуя «Пифия»), Р. Р. Баха (статуя «Ундина»; горельефы «Эльфа» и «Идиллия»), А. Р. фон Бока (группа «Минерва» на куполе Академии художеств, памятники графу Паскевичу в Варшаве и М. Глинке в Смоленске; статуя «Психея» и группа «Венера и Амур»), П. А. Велионского (статуя «Гладиатор», барельеф «Венера представляет Амура олимпийцам»), П. П. Забелло (статуя Пушкина в Императорском Александровском лицее, «Татьяна, героиня пушкинского романа» у Е. И. В. Императрицы Марии Феодоровны и «Русалка» для фонтана в Казани), Г. Р. Залемана (статуя «Орест, преследуемый фуриями», группа «Кимвры», барельеф «Стикс»), Ф. Ф. Каменского (статуи «Мальчик-скульптор» и «Девочка-грибоборка» и группа «Первый шаг» в Эрмитаже), В. П. Крейтана (портретные бюсты), Н. А. Лаверецкого (группы «Раннее кокетство» в Эрмитаже и «Мальчик и девочка с птичкой»; статуя «Родопа»), Е. Е. Лансере (мелкие группы и статуэтки баталического и бытового содержания с превосходными фигурами лошадей), Н. И. Либериха (статуэтки и небольшие группы, изображающие военные и охотничьи сюжеты), Л. Л. Обера (произведения такого же рода), А. М. Опекушина (памятник Пушкину в Москве), И. И. Подозерова (статуи «Амур с бабочкой» и «Ева»; портретные бюсты), М. П. Попова (статуя «Неаполитанский рыбак, играющий на мандолине», «Девочка-кокетка», «Фрина»), А. В. Снигиревского (статуя «Любопытство», группа «В бурю»; маленькие группы жанрового характера), М. А. Чижова (группы «Крестьянин в беде», «Игра в жмурки», «Мать, учащая ребёнка родному слову»; «Первая любовь»; статуя «Резвушка») и, наконец, И. Н. Шредера (памятники принцу П. Г. Ольденбургскому и Крузенштерну в Санкт-Петербурге; Петру Великому в Петрозаводске).

#### Советская эпоха
Скульптура советской эпохи охватывает наибольшую часть XX века. Советский период изменил статус отечественной скульптуры, открыв для неё огромные возможности — прежде всего, в плане реализации посредством беспрецедентного госзаказа. Коллекция скульптуры советской эпохи самая многочисленная из всех предшествующих ей эпох в России. В особенности это касается второй половины XX века, так как вторая половина XX века значительно превосходит по количеству скульптур первую. Советское время породило огромное количество скульпторов. Кто-то из советских скульпторов, как Вера Мухина и Дмитрий Цаплин, совмещали произведения разного плана и угодные власти, при этом не теряя своего качества и значения, сохранив свою индивидуальность и воплотив свои собственные творческие идеи и амбиции, кому-то это не удалось. Выросшая из исторического опыта русской пластики, связанная, прежде всего, с московской традицией, а также впитавшая в себя опыт и новаторство европейской скульптуры, советская скульптура уже в первые десятилетия явила произведения исключительно художественного достоинства в творчестве Н. А. Андреева, С. Т. Конёнкова, А. Т. Матвеева, И. М. Чайкова, Б. Д. Королёва, В. Н. Домогацкого, Сергея Меркурова («Смерть вождя»). Их классическая в своей основе школа определила последующую судьбу всей русской скульптуры XX века.
За расцветом русского искусства на рубеже XIX—XX веков последовал взрывной советский авангард (кубизм и конструктивизм), потрясший весь мир. Ярким примером авангардной скульптуры являются архитектоны К. С. Малевича — супрематические архитектурные модели. Художник определял эти конструкции как архитектурные формулы новых форм. Пластический язык Малевича предвосхитил многие решения создания удобной пространственной среды для человека. Однако с отъездом из СССР в начале 1920-х годов самых видных мастеров русской авангардной скульптуры, таких как Наум Габо и Антуан Певзнер, в советской России не осталось равных им представителей этого направления — в скульптуре. С 1930-х годов эпоха советского скульптурного авангарда начинает резко меняться на преимущественно монументальную скульптуру, полную героических и идеалистических образов, выполняя запрос власти на соцреализм. Советская власть избрала скульптуру одним из ведущих видов искусства, издав план монументальной пропаганды. План предполагал, что скульптура должна быть исключительно монументальной (в виде памятников), и это послужило одной из причин и дало толчок к консолидации творческих сил среди некоторых мастеров заняться в 1930-е годы темой анималистики, которая не вызывала такого раздражения у власти, как другие темы. Первый очаг анималистической скульптуры возникает в Москве среди таких советских мастеров, как И. С. Ефимов, А. С. Голубкина и В. А. Ватагин. Во второй половине XX века к ним примыкают их продолжатели — А. Г. Сотников, А. В. Марц, А. С. Цветков и др. В середине 1950 г.г. на выставках появляются интересные произведения скульпторов краёв и областей, автономных республик, в том числе портреты старых уральских мастеров работы скульптора В. Е. Егорова, детские образы Г. В. Петровой, скульптура в дереве М. В. Заскалько и другие.
Период конца 1950-х — начала 1960-х, вошедший в историю под названием «Хрущёвская оттепель», дал мощный импульс для развития советской скульптуры. Это было время перелома, освобождение от официальных штампов советской пропаганды. Одной из главных профессиональных основ нового движения в скульптуре стала пластическая школа скульптора А. Т. Матвеева, отстранённого от преподавательской деятельности в 1948 году за несоответствие в своих педагогических методах «воспитанию художников общества, строящих социализм». Тем не менее опыт А. Т. Матвеева был взят на вооружение молодым поколением скульпторов 1950—1960-х годов, которые переписывали от руки его прежние лекции, передавая друг другу в качестве профессиональных уроков. Тогда же начинают появляться и заявлять о себе совсем новые скульпторы, так называемые скульпторы-шестидесятники, чьё творчество не было угодно власти, либо по-прежнему попадая под критику советской прессы, либо под запреты. В их числе скульпторы Эрнст Неизвестный, Вадим Сидур, Леонид Соков и др. Их искусство было искусством из другого мира, которое вполне вписывалось в те времена в современное европейское искусство, отвечая запросам капиталистического общества. Но почти каждый из скульпторов-шестидесятников был профессионально, а то и кровно связан с «великими стариками» — скульпторами старшего поколения, признанными советской властью.
В те же 1960-е годы, благодаря советскому скульптору-монументалисту Е. В. Вучетичу, появляется самая высокая скульптура в истории России и Европы — памятник-ансамбля «Героям Сталинградской битвы» в Волгограде «Родина-мать зовёт!». Открытие памятника состоялось в 1967 году. Высота статуи, стоящей на шестнадцатиметровом фундаменте, составляет 52 метра. Длина её меча — 33 метра. Вес меча — четырнадцать тонн. Общая высота скульптуры составляет 85 метров. Монумент «Родина-мать зовёт!» — часть скульптурного триптиха, в который также входят памятники «Тыл-фронту» в Магнитогорске и «Воин-освободитель» в берлинском Трептов-парке. Магнитогорская скульптурная композиция изображает рабочего, который передаёт выкованный им меч воину, а немецкий монумент — солдата-победителя со спасённым ребёнком на руках и опущенным мечом. Магнитогорский памятник создали скульптор Лев Головницкий и архитектор Яков Белопольский. Всем участникам проекта были вручены почётные премии. Евгений Вучетич также получил звание Героя Социалистического Труда и награду Золотая Звезда.
1970-е годы стали временем дальнейшего обновления советской скульптуры. В советскую скульптуру входит новое поколение мастеров, которых отличает фундаментальная профессиональная школа, мастерство, метафоричность, артистизм и упоённость процессом созидания, такие, как А. Н. Бурганов, А. И. Рукавишников, В. Б. Соскиев и др. Предметом скульптурного изображения становится не только человек и животные, но и интерьер, пейзаж, натюрморт. Благодаря тому, что в пластику активно вводится цвет, скульптура начинает приобретать различные цвета. Одна из характерных особенностей развития скульптуры этого периода — взаимопроникновение и взаимообогащение станковых и монументальных форм, взаимосвязь различных видов пластики. Лаконизм и обобщённость 1960-х годов постепенно вымещается более свободным, разнообразным и индивидуальным пластическим языком 1970-х годов. В это же время происходит интенсивное формирование местных российских школ. Одна из самых сильных сложилась вокруг Пензенского художественного училища им. К. А. Савицкого. Интересное художественное развитие получила также национальная скульптура Бурятии и Чукотки. Стоит отметить и не менее значительное самобытное явление тех лет — творчество осетинских скульпторов, в котором органично соединились профессиональные основы московской школы с традициями древней осетинской культуры, её мифологией и богатой природой.
В 1980-е годы активно формируются и развиваются национальные школы скульптуры в республиках СССР, особенно проявившие себя в прибалтийских республиках (Эстония, Латвия, Литва), а также в Армении и Туркменистане. В конце 1980-х начале 1990-х годов к ним примыкают скульпторы из Белоруссии и Молдавии. Необходимо отметить особое значение для развития скульптуры 1980-х годов симпозиумов, проходивших в Домах творчества Союза художников. Неоценимую роль в формировании национальной скульптуры СССР сыграл Дом творчества им. Д. Н. Кардовского в Дзинтари (Латвия). Тесное общение скульпторов из разных республик СССР порождало сильные взаимовлияния и в то же время побуждало каждого мастера заявить что-то индивидуальное о себе и своём мире национальной культуры. Это же время стало наиболее активным расцветом советской керамики. Значительно более доступный материал, чем металл, глина начинает получать в руках советских скульпторов почти безграничные пластические и декоративные возможности. Советская керамика 1980-х приобретает раскрепощённость, органичность, смелость, яркость и полифоничность композиций. Декоративные керамические фантазии таких советских художников, как И. И. Агаян, А. Г. Пологова, Л. П. Азарова, С. И. Асерьянц — лишь немногие достойные примеры из обширного многообразия советской керамической скульптуры 1980-х годов.
Параллельно с официальным искусством СССР в 1950-х годах начинает развиваться альтернативное искусство, одним из течений которого становится московский концептуализм.
Процесс развития советской многонациональной скульптуры был остановлен с распадом СССР. Всё многообразие советского скульптурного наследия зачастую скрывается в музеях, редко выставляющих свои экспонаты напоказ. Кроме этого, многое из оригинального и немонументального оказалось в частных коллекциях, что также не даёт возможность осознать и понять в полной мере значение скульптуры советского периода.